# Copa Espírito Santo de Futebol 2015
In 2015 werd de dertiende editie van de Copa Espírito Santo de Futebol, gespeeld voor voetbalclubs uit de Braziliaanse staat Espírito Santo. De competitie werd georganiseerd door de FES en werd gespeeld van 25 juli tot 7 november. Espírito Santo werd kampioen en mocht daardoor deelnemen aan de Copa Verde 2016. 

## Eerste fase
| Plaats | Clu                 | Wed. | W | G | V | Saldo | Ptn. |
| ------ | ------------------- | ---- | - | - | - | ----- | ---- |
| 1.     | Espírito Santo      | 12   | 8 | 2 | 2 | 2:22  | 26   |
| 2.     | Atlético Itapemirim | 12   | 7 | 3 | 2 | 2:20  | 24   |
| 3.     | Real Noroeste       | 12   | 7 | 2 | 3 | 3:20  | 23   |
| 4.     | Vitória             | 12   | 3 | 3 | 6 | 6:12  | 12   |
| 5.     | Linhares            | 12   | 2 | 4 | 6 | 6:11  | 10   |
| 6.     | Doze                | 12   | 2 | 2 | 8 | 8:7   | 8    |
| 7.     | Desportiva (1)      | 12   | 3 | 4 | 5 | 5:7   | 7    |

(1): Desportiva kreeg zes strafpunten voor het opstellen van een niet-speelgerechtigde speler.
|  | Geplaatst voor tweede fase |

## Tweede fase
|  | halve finale        | halve finale | halve finale | halve finale |  |                | finale | finale | finale | finale |
|  |                     |              |              |              |  |                |        |        |        |        |
|  |                     |              |              |              |  |                |        |        |        |        |
|  | Real Noroeste       | 0            | 2            | 2            |  |                |        |        |        |        |
|  | Atlético Itapemirim | 0            | 1            | 1            |  |                |        |        |        |        |
|  |                     |              |              |              |  | Real Noroeste  | 1      | 1      | 2      |        |
|  |                     |              |              |              |  | Espírito Santo | 1      | 1      | 2      |        |
|  | Vitória             | 0            | 0            | 0            |  |                |        |        |        |        |
|  | Espírito Santo      | 0            | 1            | 1            |  |                |        |        |        |        |

## Kampioen
| Copa Espírito Santo de Futebol de 2015 |
| Vitória                                |
| -------------------------------------- |
| ESPÍRITO SANTO Kampioen (1° titel)     |